# Canoptila
Canoptila is een geslacht van schietmotten uit de familie Glossosomatidae

## Soorten
Deze lijst van 2 stuks is mogelijk niet compleet.
- C. bifida Mosely, 1939
- C. williami DR Robertson & RW Holzenthal, 2006